# Parodontophora paragranulifera
Parodontophora paragranulifera är en rundmaskart som först beskrevs av Timm 1952.  Parodontophora paragranulifera ingår i släktet Parodontophora och familjen Axonolaimidae. Inga underarter finns listade i Catalogue of Life.